# 2 Freunde
2 Freunde ist ein Film von Rick Ostermann, der im September 2023 erschien und die Handlung von Freunde weiterführt.

## Handlung
Der Film spielt einige Zeit (mindestens zwei Jahre) nach der Handlung von Freunde. Malte lebt in einem alten Wohnmobil an einer Steilküste der Ostsee in einem munitionsgefährdeten, außer ihm menschenleeren Sperrgebiet mit verlassenen Gebäuden. Dort wird er überraschend von Patrick aufgesucht, der ihm vorwirft, er wolle – gegen sein gegebenes Wort – seinen leiblichen Sohn Vincent aufsuchen, der in Patricks Familie aufgewachsen ist und Patrick als Vater betrachtet. Vincent ist Bassist einer erfolgreichen Band auf Europatournee, ein vorangegangenes Konzert wurde bereits von Malte besucht, das nächste steht am selben Abend in unmittelbarer Nähe am Strand bevor.
Malte musste seinen Reisebuchladen während der COVID-19-Pandemie schließen und lebt nomadisch im Wohnmobil. Auch Patrick musste sein heruntergekommenes und letztlich wertloses Haus verkaufen und lebt nun in seinem Kombi. In Gesprächen und mehreren kleinen Erlebnissen treten ihre charakterlichen Unterschiede heraus – Malte handelt spontan und sorglos, Patrick bedächtig und überlegt.
Als Patrick in Maltes Wohnmobil ein Medikament entdeckt, das auch seine an Krebs verstorbene Frau Anja im Endstadium eingenommen hat, lädt er Malte, den er nun für todkrank hält, dazu ein, das Konzert gemeinsam zu besuchen. Als er unterwegs Malte wegen des Medikaments zur Rede stellt, kehrt dieser entrüstet um, da der Konzertbesuch offenbar nur als „Henkersmahlzeit“ gedacht war. Später stellt sich heraus, dass in dem Fläschchen nur Herztabletten sind, die Malte nach einem leichten Infarkt einnehmen muss.
Am nächsten Morgen verkündet Malte, nach Paraguay zu fahren. Zu seiner Überraschung schließt sich Patrick ihm an. Doch beim Motorstart fängt das Wohnmobil Feuer und brennt aus, die zwei können sich in Patricks Kombi retten. Malte, nun völlig mittellos, setzt zu einer Erklärung eines vorangegangenen Telefonats an, in dem es um eine Therapie ging.

## Veröffentlichung
2 Freunde wurde am 6. September 2023 beim Festival des deutschen Films in Ludwigshafen uraufgeführt und am 28. Februar 2024 im Ersten erstmals im Fernsehen gezeigt.

## Kritik
Das Lexikon des internationalen Films gibt drei von fünf Sternen und bemängelt, dass der Film „dramaturgisch etwas Mühe hat, auf Spielfilmlänge zu kommen“. Gelobt werden die „zwei begnadeten Schauspieler“ (Justus von Dohnányi und Ulrich Matthes), auf die der Film sich auch „in den seichteren Momenten […] verlassen“ könne.